# Геленау (Каменц)

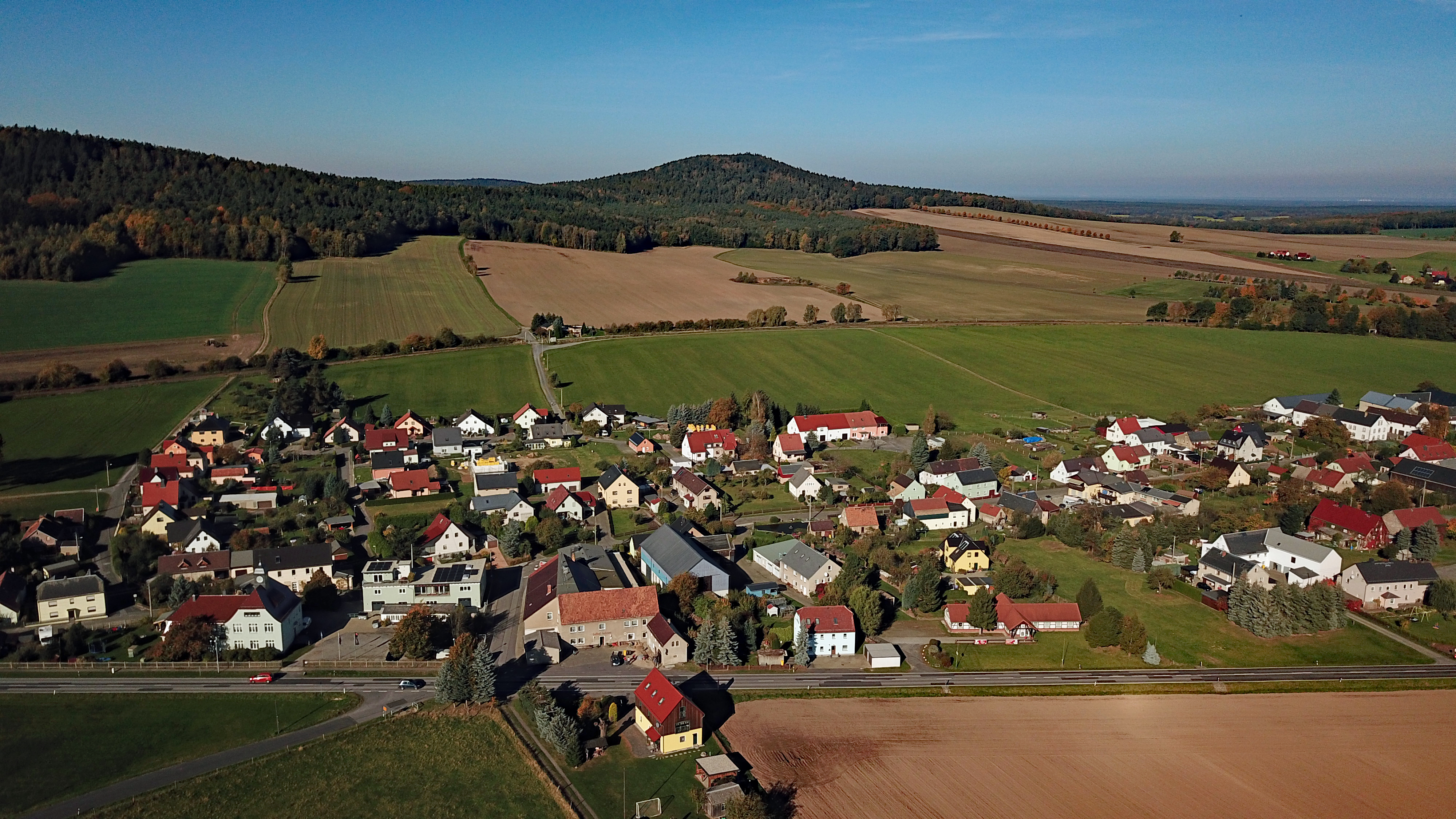

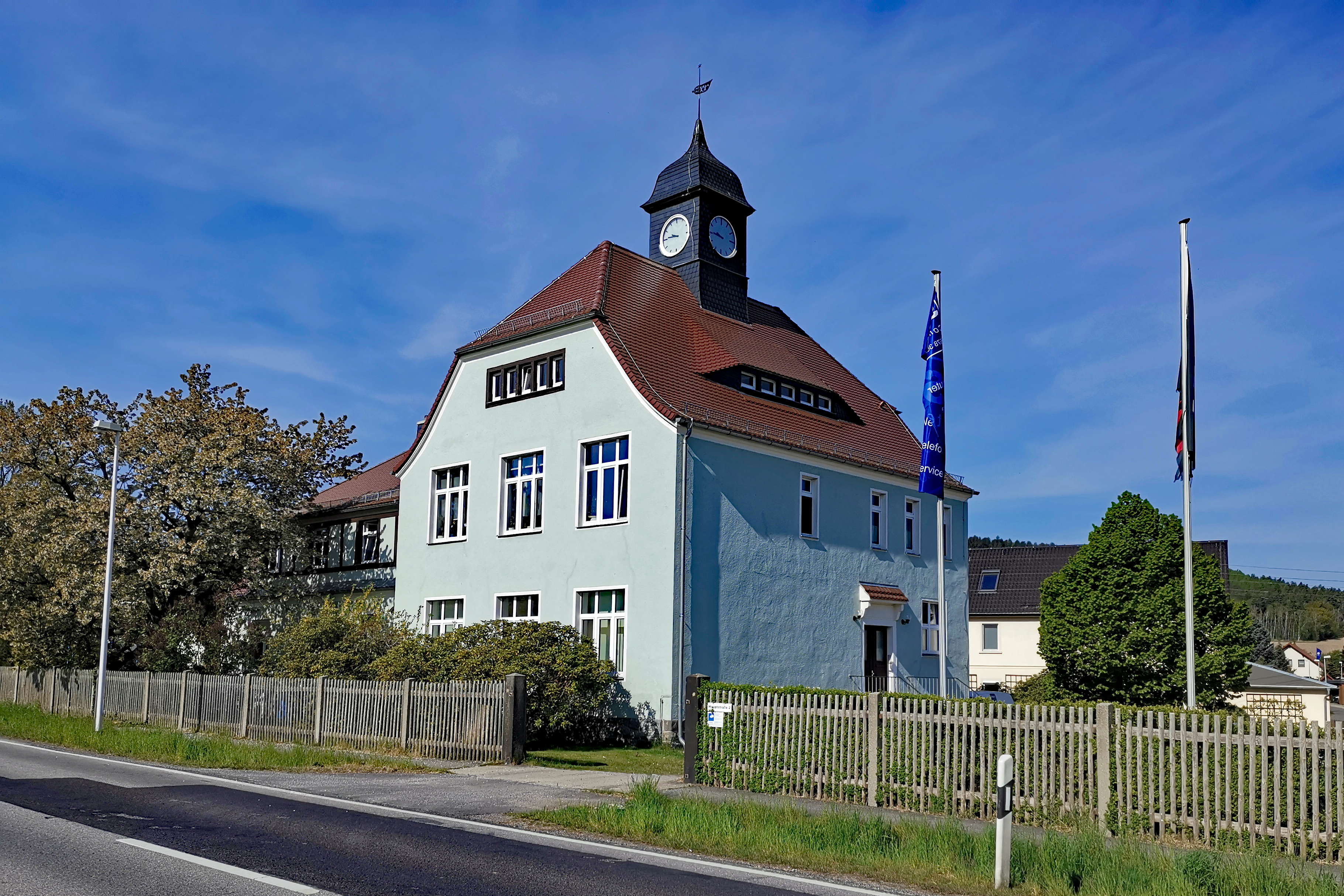
Школа в Геленау

Ге́ленау (нем. Gelenau; серболужицкое наименование — Йе́ленёв в.-луж. Jelenjow) — сельский населённый пункт в городских границах Каменца, район Баутцен, федеральная земля Саксония, Германия.

## География
Находится юго-восточнее Каменца на автомобильной дороге S95 (участок Каменц — Хазельбахталь). На западе проходит железнодорожная линия Зенфтенберг – Каменц. На востоке от населённого пункта находится холм Хайдельберг (Heidelberg, высота 283 м.), на юго-востоке — холм Голсберг (Golsberg, высота 302 м.) и на юго-западе — холмы Вустеберг (Wusteberg, высота 352 м.) и Хофеберг (Hofeberg, высота 322 м.). На западе от деревни начинается обширный лесной массив, простирающийся до деревни Швосдорф (Швобицы, в городских границах Каменца) и далее — до деревни Райхенау коммуны Хазельбахталь.
Соседние населённые пункты: на востоке — деревня Виза (Брезня, в городских границах Каменца), на юго-востоке — деревня Хеннерсдорф (Гендрикецы, в городских границах Каменца), на юго-западе по дороге S95 — населённый пунтк и административный центр коммуны Хазельбахталь и на северо-востоке — деревня Люккерсдорф (Лепкарецы, в городских границах Каменца).

## История
Впервые упоминается в 1248 году в латинском личном имени «Conradus de Geilenowe, Gelnowe» (Конрад из Гайленова, Гелнова). С 1957 года деревня была составной часть сельской общины Люкерсдорф-Геленау. В 1999 году вошла в городские границы Каменца.
Исторические немецкие наименования:
- Conradus de Geilenowe, Gelnowe, 1248
- in Geilnowe, 1263
- Geylnow, 1362
- Geilnaw, 1424
- Gelno, Geylnaw, 1447
- Gelenaw, 1542
- Göhlenau, 1768
- Helenau, Göhlenau, 1971
- Gelenau b. Kamenz, 1875

## Население
| 1834 | 1871 | 1890 | 1910 | 1925 | 1939 | 1946 | 1950 | 2011 |
| ---- | ---- | ---- | ---- | ---- | ---- | ---- | ---- | ---- |
| 267  | 334  | 371  | 376  | 400  | 390  | 428  | 459  | 329  |